# La spia che mi amava (film)
La spia che mi amava (The Spy Who Loved Me) è un film del 1977 diretto da Lewis Gilbert.
La pellicola è il 10° film della serie di film di James Bond. L'anteprima del film avvenne all'Odeon Theatre il 7 luglio 1977. La prima televisiva nel Regno Unito fu domenica 28 marzo 1982 sul canale ITV, seguita da 22 milioni 90 000 spettatori, quinto ascolto televisivo di sempre.

## Trama

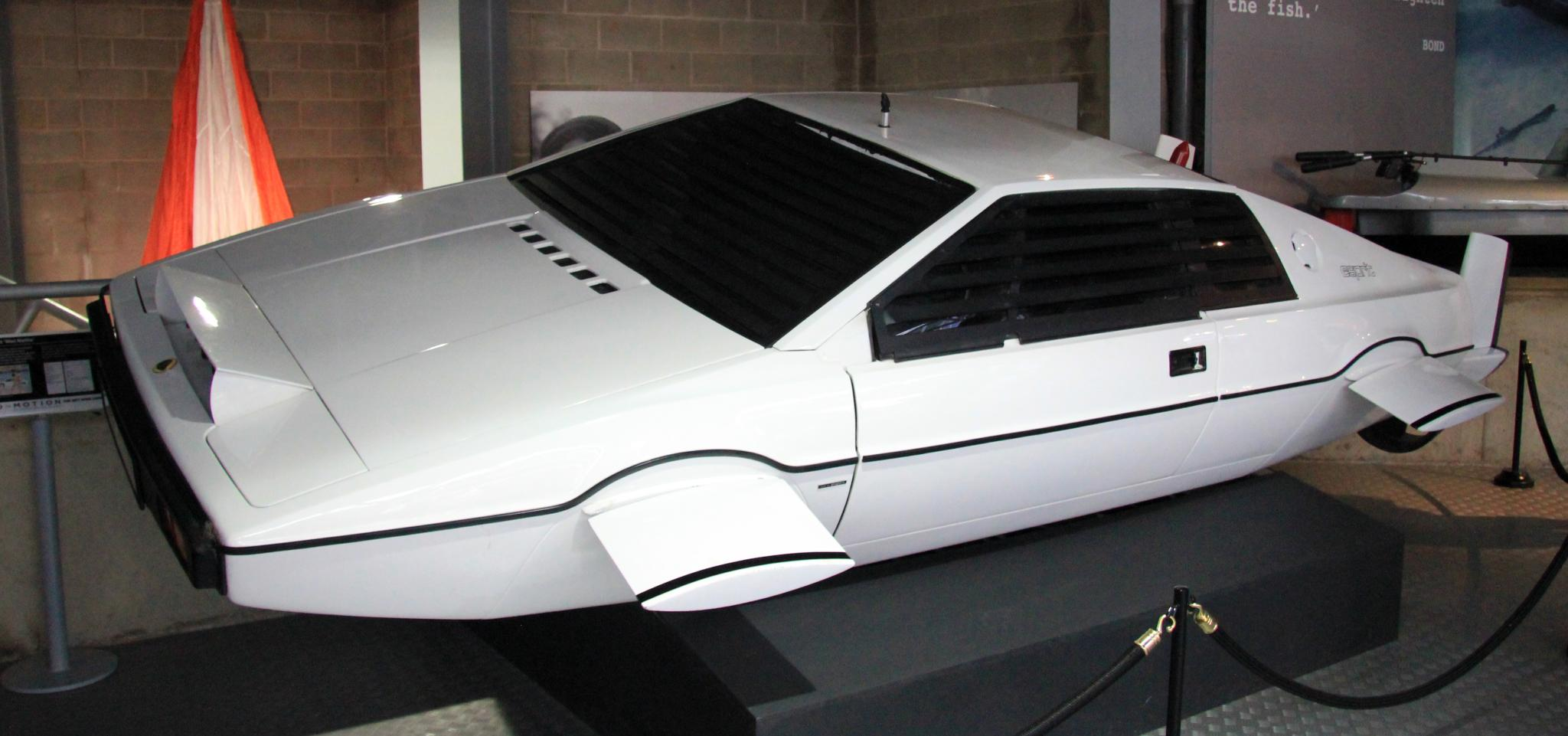
La speciale Lotus Esprit subacquea usata da Bond

Due sommergibili nucleari, uno sovietico ed uno britannico, scompaiono nel nulla. 007, dopo essere sfuggito ad un attacco di una squadra del KGB, uccidendo il capo degli agenti, viene incaricato da M di trovare il responsabile di queste scomparse.
A Mosca il generale Anatol Gogol, capo del KGB, incarica il maggiore Anya Amasova nome in codice "Tripla X", di fare lo stesso. I due agenti si incontrano al Cairo dove è in vendita un microfilm che contiene i piani per un sistema avanzato di localizzazione dei sommergibili: dapprima rivali, decidono di unire le loro forze e viaggiano per l'Egitto assieme alla ricerca del microfilm, rubato dal feroce killer dai denti d'acciaio Squalo per conto del folle magnate scienziato Karl Stromberg.
Durante il viaggio in treno per la Sardegna, dove si trova la base di Stromberg, Bond salva Anya dall'attacco di Squalo e la loro rivalità si tramuta in affetto. I due agenti visitano la base di Stromberg e apprendono della sua nuova misteriosa petroliera Liparus. Squalo e altri uomini al servizio di Stromberg si mettono all'inseguimento di Anya e Bond, che tuttavia riescono a fuggire grazie alle abilità di guida di quest'ultimo e alla nuova auto fornitagli da Q, una Lotus Esprit dotata di meccanismi di autodifesa che si trasforma, all'occorrenza, in un sommergibile. Più tardi Anya scopre che James Bond è il responsabile dell'uccisione del suo fidanzato in Austria (all'inizio del film) e giura che una volta che la loro missione sarà conclusa lo ucciderà.
Bond e Anya a bordo di un sottomarino americano esaminano la base subacquea di Stromberg Atlantis scoprendo che il sistema di localizzazione rubato è in attività. Ad un tratto fa la sua comparsa la petroliera Liparus che cattura il sottomarino. Stromberg mette in atto il suo piano: il lancio simultaneo di missili nucleari dai due sottomarini britannico e sovietico catturati per distruggere Mosca e New York. Ciò avrebbe innescato una guerra nucleare globale consentendo a Stromberg di fondare successivamente una nuova civiltà sott'acqua. Subito dopo parte per Atlantis con Anya. Bond riesce a liberarsi insieme agli altri sommergibilisti prigionieri e, con il loro aiuto, prende il comando della Liparus e riprogramma i sottomarini affinché si distruggano a vicenda, risparmiando Mosca e New York. Dopodiché Bond e gli altri uomini riescono a sfuggire all'affondamento della Liparus a bordo del sottomarino americano.
Poco dopo al sottomarino viene ordinato di distruggere la base Atlantis, ma James Bond intende prima salvare Anya. Arrivato a bordo affronta e uccide Stromberg, incontrando però nuovamente Squalo; grazie a un tranello Bond fa cadere quest'ultimo in una vasca con dentro un grande squalo tigre. Il killer riesce però ad uccidere l'animale ed a fuggire. Bond libera Anya ed entrambi fuggono in una capsula di salvataggio nel momento stesso in cui la base viene affondata.
Anya ricorda a Bond la sua promessa di ucciderlo e gli punta la pistola, poi però ammette di averlo perdonato e i due si abbracciano. Una nave della Marina inglese recupera la capsula e, con grande costernazione dei superiori britannici e sovietici, i due agenti vengono sorpresi in un abbraccio intimo.

## Produzione
Broccoli, rimasto solo al timone della Eon, si vede a prendere in esame le varie alternative: La prima verte su una sceneggiatura commissionata da Saltzman per un eventuale trasposizione di Moonraker, scritta da Gerry Anderson e Tony Barwick: Hugo Drax, anziché sulle bianche scogliere di Dover, aveva la sua base a bordo di una superpetroliera equipaggiata per il lancio di missili nucleari. di questa rimase solo l'idea della superpetroliera, le altre invece verranno reimpiegate per la nave stealth di Il domani non muore mai; 
A cimentarsi in una nuova sceneggiatura anche rinomati nomi come Stirling Silliphant, John Landis e anche Anthony Burgess, che suggerì l'idea del molo per sottomarini all'interno della petroliera.
Da Si vive solo due volte si riprende invece l'idea della SPECTRE di mettere contro le superpotenze USA e URSS, appropriandosi di sommergibili anziché di capsule spaziali, essendo infatti intenzione di far riapparire Blofeld. Una variante a sorpresa è data però dalla versione di Richard Maibaum, con le Brigate Rosse e un commando palestinese che occupano la base di Blofeld e assumono inaspettatamente il controllo della situazione: Bond, pensando di avere a che fare con la SPECTRE, chiede loro l'eventuale riscatto, ma rimane amaramente nel sapere che agiscono per ideologia e non per denaro, un dialogo rimasto nella versione finale; quest'ultima versione, tuttavia, non viene approvata da Broccoli, che ritiene fuori luogo i riferimenti politici, e perché la platea cinematografica verrebbe spinta a condividere le ragioni della guerriglia anziché tifare per Bond. Viene incaricato Christopher Wood, raccomandato da Lewis Gilbert, che sostituisce il rinunciatario Guy Hamilton nella direzione del film, da cui ne uscì per candidarsi alla regia di Superman, a sistemare diverse modifiche al copione di Maibaum, tra cui la rimozione di Blofeld, necessarie per la risoluzione di una questione legale sorta con McClory; Il nome dell'antagonista, dapprima battezzato Stavros, verrà infine rinominato Stromberg.
Dal romanzo Moonraker si riprende poi l'idea di programmare un missile per colpire il sottomarino avversario, dove poi invece i due sommergibili finiscono con l'eliminarsi a vicenda.

### Cast
- Roger Moore è James Bond, l'agente dell'MI6, 007.
- Curd Jürgens è Karl Stromberg, un miliardario ossessionato dall'idea di costruire una civiltà immersa sotto il mare. È l'antagonista principale del film. La sua idea per impossessarsi del mondo prevede un attacco con due bombe nucleari lanciate l'una contro New York e l'altra contro una città dell'Unione Sovietica. Amante dell'ambiente sottomarino cerca di farlo diventare la naturale conseguenza dell'attacco missilistico, creando una nuova Atlantide. Oltre a ciò come ogni nemico di James Bond possiede grandissime risorse di ogni genere, militari (sottomarini catturati, elicotteri, armi di ogni genere) ed economiche (possiede una lussuosissima nave sottomarina). Muore ucciso da Bond durante un "appuntamento galante" tenuto nella sua sala.
- Richard Kiel è Squalo, il killer assoldato da Stromberg per eliminare chiunque ostacoli i suoi progetti. Per la parte, furono presi in considerazione Will Sampson (l'indiano di Qualcuno volò sul nido del cuculo) e David Prowse (Dart Fener in Guerre stellari). Il bambino che appare nella scena dell'emersione della Lotus è il figlio di Richard Kiel. Rick Sylvester percepì un assegno di 30 mila $ per il tuffo iniziale sugli sci dal picco Asgard in Canada. Il regista Stanley Kubrick supervisionò, non accreditato poi nei titoli, la fotografia del set interno della Liparus, solo per amicizia verso lo scenografo e il produttore del film. La figlia del regista, Vivian, ebbe l'onore in cambio di "disegnare" la dentiera d'acciaio del killer Squalo. L'attore Milton Reid, ex wrestler, apparve in un cameo nel film  Licenza di uccidere; fu poi bocciato al provino per il ruolo di Oddjob, l'henchman di Missione Goldfinger.
- Barbara Bach è Anya Amasova, il maggiore Tripla X del KGB in cerca di vendetta nei confronti di Bond che le ha ucciso il fidanzato.
- Bernard Lee è M capo dell'MI6.
- Desmond Llewelyn è Q capo del laboratorio attrezzature del MI6.
- Lois Maxwell è Miss Moneypenny segretaria di M.
- Walter Gotell è il generale Gogol capo del KGB.

### Riprese
- Le sequenze in Sardegna furono girate tra la fine di agosto e il settembre 1976.
- L'arrivo della Lotus fu ripreso nel porto di Palau.
- La località che si intravede nell'inseguimento automobilistico è San Pantaleo, frazione del comune di Olbia.
- Il tuffo dell'auto avvenne dal ponte dell'Hotel Pitrizza, mentre la fuoriuscita dall'acqua fu girata nella spiaggia di Capriccioli.
- Per l'inseguimento nelle strade di Porto Cervo furono usate due Lotus Esprit per un totale di 24 vetture.
- La caduta dell'automobile sulla villetta del pastore fu girata a Santa Teresa di Gallura. Tuttavia il pastore non venne doppiato con un accento sardo, bensì con un accento del centro-Italia, probabilmente abruzzese.
- La caduta del motociclista che cerca di evitare il camion "Sarda Dream" venne ripresa a Capo Caccia nel comune di Alghero, Sardegna.
- Le riprese subacquee furono effettuate a Nassau, nelle Bahamas.
- Parte del film fu girato nella lussureggiante località turistica della Baia di Cala di Volpe, in Sardegna

Altre location:
- Le Alpi austriache.
- Una base della Royal Navy in Scozia.
- Luxor, Il Cairo, le piramidi di Giza e il fiume Nilo in Egitto.[2]
- Una base dell'MI6 in Inghilterra.

La lotta tra Roger Moore e Milton Reid fu ripresa nel terrazzo del Gayer Anderson Museum, Il Cairo.
L'inseguimento iniziale sugli sci fu girato nella località Sankt Moritz, Svizzera, fatta eccezione del volo dal burrone, ripreso sul picco Asgard nell'isola di Baffin, Canada. Le riprese subacquee furono effettuate alle Bahamas (riprese sottomarine) e Malta (fuoriuscita della capsula di salvataggio da Atlantide).

## Colonna sonora
Il musicista Marvin Hamlish modellò il tema musicale di James Bond sulle musiche dei Bee Gees, in particolare all'inizio si risentono gli echi di You should be dancing. Il motivo conduttore del film, Nobody Does It Better, è cantato da Carly Simon.
Paul Buckmaster ha contribuito con due brani originali e alcuni arrangiamenti.

## Accoglienza
Contando l'inflazione, La spia che mi amava con 185 milioni e 400 mila $ è ancora il quinto incasso maggiore della serie 007 dopo, in ordine, Thunderball, Goldfinger, Si vive solo due volte e Vivi e lascia morire.

## Riconoscimenti
Il film ebbe tre candidature al premio Oscar 1978: migliore scenografia (Ken Adam) migliore colonna sonora (Marvin Hamlisch) migliore canzone (Nobody Does It Better di Carly Simon), senza vincerne alcuno.

## Citazioni e riferimenti
Michael Billington, "la spia che mi amava" del film ucciso all'inizio nelle Alpi austriache, era in lista per la parte di 007. Il personaggio di Squalo (Richard Kiel) era ispirato ad un ruolo simile interpretato dall'attore l'anno precedente nel film Wagons-lits con omicidi. Nelle intenzioni del regista Lewis Gilbert, al termine del film il personaggio soccombeva nello scontro con uno squalo vero: fu il produttore a volerlo "riesumare". La scena finale in cui 007 fa dirottare il missile invertendone la direzione è presa dal romanzo Moonraker, dove il protagonista riesce a far deviare la traiettoria di un missile sparato dal sottomarino di Drax, il suo avversario, verso Londra. La scena in cui l'assistente di Stromberg è gettata tramite la botola dell'ascensore nella vasca dello squalo è un rifacimento di quella del film Si vive solo due volte dello stesso regista, dove identica fine in una vasca di piranha toccava all'attrice Karin Dor. Nel film vi è un'evidente citazione musicale che rende omaggio al main theme di Lawrence d'Arabia (1962, regia di David Lean), composto dal musicista francese Maurice Jarre. Probabilmente per l'unica volta nella saga cinematografica vengono citati quelli che, secondo Ian Fleming, sono i veri nomi di M (Ammiraglio Miles Messervy come viene rivelato unicamente nel romanzo L'uomo dalla pistola d'oro) e di Q; il primo viene chiamato amichevolmente "Miles" dal Generale Gogol e il secondo viene salutato con un "Salve, Maggiore Boothroyd" da Anya. Il nome in codice di Anya, Agente Tripla X, è un'evidente gag: la sigla XXX indicava generalmente i film porno.